# Marcos Soares
Marcos Pinto Rizzo Soares (* 16. Februar 1961 in Rio de Janeiro) ist ein ehemaliger brasilianischer Segler.

## Erfolge
Marcos Soares nahm an den Olympischen Spielen 1980 in Moskau in der 470er Jolle teil. Gemeinsam mit Eduardo Penido belegte er den ersten Platz vor Jörn Borowski und Egbert Swensson sowie Jouko Lindgren und Georg Tallberg. Sie wurden mit einer Gesamtpunktzahl von 36,4 Punkten Olympiasieger.